# ABC Australia
ABCオーストラリア（ABC Australia）はオーストラリア放送協会が運営する国際放送サービス。アジア・オセアニア地域を対象にオーストラリアを代表するテレビ番組などを放送している。

## 概要
2002年1月1日にABCアジア・パシフィックとして開局。その後2006年8月7日にオーストラリア・ネットワーク、更に2014年9月29日にオーストラリア・プラス、2018年7月1日に現在の名称に改められた。ABCのみならず、同じオーストラリアの公共放送であるスペシャル・ブロードキャスティング・サービス(SBS)、さらには民間ネットワークのSeven Network、Nine Network、Network Tenをも加えたオーストラリアの5大ネットワークで放送される人気番組に加え、ABCアジア・パシフィックニュース(現:ABC News for Australia Network)、及びAFLプレミアシップ、メルボルンカップなどのスポーツ中継、それにLiving Englishなどのオーストラリア・ネットワーク独自製作による英語学習番組も放送される総合編成方式を採っている。北はモンゴル、西はパキスタン、東はフランス領ポリネシア、南はニューカレドニアに至るまで、アジア（東アジア・東南アジア・南アジア）パシフィック地域に向けて放送されており、各地域のCATV局・衛星放送で再送信されているが、オーストラリア本国及びニュージーランドへは権利上の都合により配信されていない。最近では国際規模でニュースチャンネル参入競争が激しくなっている事もあり、オーストラリア国内向けニュース専門チャンネル・ABC NEWSのニュース番組の同時放送をより充実させるなど、ニュース・報道にも力を入れている。

## 日本での視聴
日本では、2005年1月よりオンラインティーヴィが「4th MEDIA テレビサービス」で配信開始。ひかりTV統合後も基本サービス扱いとして放映されていたが、諸事情により2008年9月で終了した。
2009年5月1日、スカパー!・Ch.773で『Australia Network/サイエンス チャンネル』として衛星放送に参入（衛星一般放送事業者はアトス・ブロードキャスティング）。放送時間は23:00～7:00と、11:00～15:00で、視聴料は945円/月（消費税込み）。当初、それ以外の時間はサイエンスチャンネルの無料放送を行っていた。
2010年4月1日、サイエンスチャンネルのスカパーでの放送終了に伴い『Australia Network』単独での24時間放送に移行。2010年度からNHK-BS1でも番組の一部が通訳付きで放送されるようになった。ただし、『ライブ245(大村&若松)』と帯域を共用しており、競艇中継がある時間帯は休止となった。
2012年3月31日24時(日本時間)をもって、帯域を共用していたライブ245(大村&若松)共々、スカパー!における放送を終了した。
2012年4月1日より外資系企業駐在員を中心にITサービス(インターネット接続サービス等)を提供する株式会社アシストソリューションズがIP放送にてサービス提供開始。ブロードバンドインターネット経由で視聴可能。マルチプラットフォーム（STB/iPad/iPhone/Windows/Mac）での視聴が可能となっており、STBは米国のRokuを採用。
2014年2月1日より、ジャパンケーブルキャスト株式会社が、ケーブルテレビ専門総合エンタテイメントチャンネル「チャンネル700」でオーストラリア・ネットワークの一部時間を放送開始。放送日時は月によって異なるが、子供向け番組、ニュース番組を中心に放送している。近年はAFLグランドファイナルの一部試合の生中継を実施している。